# Wólka Oreja
Wólka Oreja (biał. Вулька-Арэя; ros. Вулька-Орея) – wieś na Białorusi, w obwodzie brzeskim, w rejonie stolińskim, w sielsowiecie Widzibór.
Zamieszkana była przez szlachtę zaściankową. W dwudziestoleciu międzywojennym leżała w Polsce, w województwie poleskim, w powiecie stolińskim, w gminie Płotnica. Na wschód od wsi położona była wieś Oreja (obecnie nieistniejąca).
Po II wojnie światowej w granicach Związku Sowieckiego. Od 1991 w niepodległej Białorusi.